# Jan I Scholasticus
Jan I Scholasticus van Auschwitz (circa 1308/1310 - 29 september 1372) was van 1324 tot 1372 hertog van Auschwitz. Hij behoorde tot de Silezische tak van het huis Piasten.

## Levensloop
Jan I was de enige zoon van hertog Wladislaus van Auschwitz en diens echtgenote Euphrosina, dochter van hertog Bolesław II van Mazovië. Hoewel hij de enige erfgenaam van zijn vader was, was Jan voorbestemd voor een kerkelijke loopbaan. Op 15 december 1321 kreeg de titel van scholasticus van Krakau.
Na de dood van zijn vader werd hij in 1324 hertog van Auschwitz, waardoor hij zijn kerkelijke loopbaan moest beëindigen. Omdat hij nog minderjarig was, werd zijn moeder Euphrosina tot in 1325 regentes van Auschwitz, die tot aan haar dood in 1329 betrokken bleef in de regering van het hertogdom.
Zelfs nadat hij de kerk had verlaten, bleef hij zijn vroegere inkomsten uit zijn functie van scholasticus van Krakau behouden. Dit leidde tot de interventie van paus Gregorius XI, die Jan dwong om 5.000 fijnen en 500 florijnen schadevergoeding te betalen. 
In de buitenlandse politiek stelde Jan zich op als trouwe bondgenoot van het huis Luxemburg. Op 24 februari 1327 huldigde hij samen met de andere Silezische hertogen de Boheemse koning Jan de Blinde als leenheer. In 1336 moest hij noodgedwongen toezien dat het hertogdom Ratibor geannexeerd werd door het hertogdom Opava, dat in handen was van het huisPřemysliden.
In 1355 nam Jan deel aan het Congres van Praag, waar gepoogd werd om het dispuut op te lossen tussen het hertogdom Teschen en het hertogdom Oels over de verdeling van het hertogdom Bytom. Het dispuut raakte echter pas in 1369 opgelost, waarbij Jan als bemiddelaar optrad. 
Jan I Scholasticus stierf in 1372, waarna hij werd bijgezet in het Dominicanenklooster van Auschwitz.

## Huwelijken en nakomelingen
De identiteit van de eerste echtgenote Jan is niet bekend. Uit het huwelijk werd een zoon geboren:
- Jan II (1344/1351-1376), hertog van Auschwitz

Op 12 juli 1359 huwde Jan met zijn tweede echtgenote Salomea (1345/1350-1400), dochter van Hendrik II Reuss, de landvoogd van Plauen. Het huwelijk bleef kinderloos.